# Алибек Хасбулатов
Алибек (ум. в 1759 году) — правитель государственного образования на территории чеченской равнины. Алибек был сыном Хасбулата.
Алибек в 30-е годы XVIII века поддерживал определенные связи с российским генералом Гессен-Гомбургским - ландграфом и был влиятельной в политическом смысле фигурой в своих краях, ещё во 2-й половине 30-х годов XVIII века. Русские источники отмечают, Алибек и его брат Алисултан, поддерживали дружелюбные отношения с иранцами (в 1742 г.) и выражали желание вступить в «подданство» к Надир-шаху, в частности ещё за год до этого, в 1741 году, не только Алибек заключили договор с персидским правителем Надир-шахом о совместных действиях против пограничной линии России на Тереке, но и враг его отца, князь Айдемир
Правление князя Алибека на территории чеченской равнине началось в 1746 году. При этом нельзя не отметить, что, судя по имеющимся данным, именно тогда (с 1747 года) - пока власть князя Алибека на левобережье Андийского Койсу и в вайнахской этнической зоне еще не окрепла, правителем чеченских населенных пунктов Герменчук и Шали был сделан, Империей, по просьбе якобы местного народонаселения, ротмистр Давлетгерай Черкасский, являвшийся тугъма (бастардом) князя Эльмурзы Бековича-Черкасского, генерала русской службы. Князь Алибек стал осуществлять свои властные функции, таким образом, на значительно усеченной территории. Продолжалось же это до, примерно, 1757 года. Тогда он отказался, как выясняется, от политической власти, по-видимому, вследствие крестьянских выступлений, в ходе которых чеченцы своих «владельцев» сами «от себя изгнали».
Как частное лицо Алибек Турлов упоминается в 1758 году. В 1760 году его в живых, по всей видимости, уже не было.

## Семья
Женой князя Алибека была Пари - дочь Турурава, горского аристократа являвшегося, видимо, правителем села Алды, который был сыном Алхулава сына Чупана. Этот князь Алибек имел трех сыновей: Хамзакая (Х1амза-акъа, упом. под 1769— 1770 гг., умер он ранее 1775 года); Хасбулата(упом. под 1742— 1784 гг.); Алихана (упом. под 1770— 1784 гг.), у которого был, в свою очередь, сын Алхуват (упом. под 1807 г.), рожденный, видимо, от дочери князя Эльмурзы Бековича-Черкасского.